# Derbi de Valencia
O Derbi de Valencia  (Língua castelhana: Derbi de Valencia) ou Derbi do Turia é o clássico disputado entre as duas maiores equipes da cidade de Valência, o Valencia Club de Fútbol e o Levante Unión Desportiva.
Este derby foi disputado 32 vezes na Primeira Divisão, já que o Levante U.D. disputou 16 temporadas na elite, ante as 87 temporadas do Valência C. F. Na Copa do Rei, os confrontos entre ambos equipas foram em três eliminatórias (1985, 1999 e 2012) e os antes das três eliminatórias de (1928, 1935 e 1937) chegaram a se encontrar na final desta última. Disputadas pelo Levante F. C.
O Levante não vence no Mestalla em uma partida oficial desde 1937. Porém durante o período anterior à Guerra Civil Espanhola, o Levante F.C. havia vencido em diversas ocasiões ao Valencia C.F. no Mestalla, o Levante U.D. nunca venceu no dito estádio competindo na Primeira Divisão de Espanha como visitante, sendo sua última vitória na casa do Valência em uma partida amistosa em 1995, quando os granotas jogavam em Segundo B e venceram por 1-3 no velho torneio Cidade de Valencia.
Ainda não ocorreu fato uma das duas equipes tenha vencido ambos os derbys numa mesma temporada.

## História da rivalidade

### Primeiros anos no âmbito regional (1920-28)
Os antecedentes do derby valenciano situam-se nas origens de ambos clubes. O Levante é o mais antigo entre eles e também um dos mais antigos da cidade —sendo fundado em 1909— enquanto uma década depois foi fundado o Valencia Club de Fútbol. Em 1909 existia também uma terceira equipe na cidade, o Gimnástico Fútbol Club que posteriormente fundir-se-ia com o Levante Fútbol Club em 1939 herdando a já existente rivalidade valenciana. O primeiro derby oficial ocorreu em 1920 durante o Campeonato Regional de Valencia.

### Década de 1930
Ainda que em 1928 foi criado o Campeonato de Primeira Divisão e o Levante F. C. não participou da 1ª edição, as partidas oficiais contra o Valencia C. F. foram disputadas no âmbito do Campeonato Regional de Valencia que se seguiu disputando até a temporada 1939/40. Ainda se enfrentaram em várias disputas eliminatórias da Copa do Rei durante estes anos.

## Estatísticas
Dados atualizados: Até a temporada 2021/22
- Atualizado até 30 de abril de 2022[3]

| Competição   | PD | LUD | E  | VCF | GL | GV |
| ------------ | -- | --- | -- | --- | -- | -- |
| La Liga      | 32 | 8   | 9  | 15  | 35 | 59 |
| Copa del Rey | 13 | 4   | 1  | 8   | 21 | 28 |
| Total        | 45 | 12  | 10 | 23  | 56 | 87 |

### La Liga
| Nº | Temporada | Data                    | R. | Time mandante | Resultado | Time visitante | Pub.   | Marcadores do Levante                        | Marcadores do Valencia                           |
| -- | --------- | ----------------------- | -- | ------------- | --------- | -------------- | ------ | -------------------------------------------- | ------------------------------------------------ |
| 1  | 1963–64   | 28 de setembro de 1963  | 3  | Valencia      | 5–3       | Levante        |        | Torrents (35), Wanderley (74), Camarasa (87) | Guillot (3, 38, 75), Suco (25), Roberto Gil (32) |
| 2  | 1963–64   | 26 de janeiro de 1964   | 18 | Levante       | 1–0       | Valencia       |        | Domínguez (10)                               |                                                  |
| 3  | 1964–65   | 19 de setembro de 1964  | 2  | Valencia      | 2–0       | Levante        |        |                                              | Paquito (8), Héctor Núñez (83)                   |
| 4  | 1964–65   | 10 de janeiro de 1965   | 17 | Levante       | 2–1       | Valencia       |        | Domínguez (34), Rivera (43)                  | Waldo (88)                                       |
| 5  | 2004–05   | 8 de janeiro de 2005    | 18 | Valencia      | 2–1       | Levante        | 50.000 | Congo (73)                                   | Baraja (55), Mista (59)                          |
| 6  | 2004–05   | 22 de maio de 2005      | 37 | Levante       | 0–0       | Valencia       | 25.000 |                                              |                                                  |
| 7  | 2006–07   | 13 de janeiro de 2007   | 18 | Valencia      | 3–0       | Levante        | 52.200 |                                              | Hugo Viana (52), Morientes (56), Ayala (79)      |
| 8  | 2006–07   | 9 de junho de 2007      | 37 | Levante       | 4–2       | Valencia       | 25.000 | Riga (2, 48), Salva (10), Courtois (74)      | Joaquín (15), Baraja (87)                        |
| 9  | 2007–08   | 6 de janeiro de 2008    | 18 | Valencia      | 0–0       | Levante        | 35.000 |                                              |                                                  |
| 10 | 2007–08   | 11 de maio de 2008      | 37 | Levante       | 1–5       | Valencia       | 13.418 | José Serrano (31)                            | Villa (13, 29, 66), Mata (35), Angulo (65)       |
| 11 | 2010–11   | 9 de janeiro de 2011    | 18 | Levante       | 0–1       | Valencia       | 15.000 |                                              | Mata (82)                                        |
| 12 | 2010–11   | 15 de maio de 2011      | 37 | Valencia      | 0–0       | Levante        | 41.000 |                                              |                                                  |
| 13 | 2011–12   | 5 de novembro de 2011   | 12 | Levante       | 0–2       | Valencia       | 19.000 |                                              | Javi Venta (o.g. 30), Tino Costa (49)            |
| 14 | 2011–12   | 1 de abril de 2012      | 31 | Valencia      | 1–1       | Levante        | 45.000 | Koné (53)                                    | Jonas (34)                                       |
| 15 | 2012–13   | 7 de outubro de 2012    | 7  | Levante       | 1–0       | Valencia       | 20.060 | Martins (21)                                 |                                                  |
| 16 | 2012–13   | 2 de março de 2013      | 26 | Valencia      | 2–2       | Levante        | 39.000 | Iborra (16), Barkero (88)                    | Jonas (26), Soldado (44)                         |
| 17 | 2013–14   | 4 de janeiro de 2014    | 18 | Valencia      | 2–0       | Levante        | 33.00  |                                              | Piatti (41), Feghouli (73)                       |
| 18 | 2013–14   | 10 de maio de 2014      | 37 | Levante       | 2–0       | Valencia       | 19.846 | Ángel (70), Ivanschitz (81)                  |                                                  |
| 19 | 2014–15   | 23 de novembro de 2014  | 12 | Levante       | 2–1       | Valencia       | 22.012 | Casadesús (57), Morales (74)                 | Parejo (73)                                      |
| 20 | 2014–15   | 13 de abril de 2015     | 31 | Valencia      | 3–0       | Levante        | 46.955 |                                              | Alcácer (15), Feghouli (35), Negredo (89)        |
| 21 | 2015–16   | 31 de outubro de 2015   | 10 | Valencia      | 3–0       | Levante        | 39.147 |                                              | Alcácer (64), Feghouli (72), Bakkali (79)        |
| 22 | 2015–16   | 13 de março de 2016     | 29 | Levante       | 1–0       | Valencia       | 17.688 | Rossi (64)                                   |                                                  |
| 23 | 2017–18   | 16 de setembro de 2017  | 4  | Levante       | 1–1       | Valencia       | 21.770 | Bardhi (41)                                  | Rodrigo (31)                                     |
| 24 | 2017–18   | 11 de fevereiro de 2018 | 23 | Valencia      | 3–1       | Levante        | 38.280 | Postigo (18)                                 | Santi Mina (17), Vietto (65), Parejo (89)        |
| 25 | 2018–19   | 2 de setembro de 2018   | 3  | Levante       | 2–2       | Valencia       | 24.073 | Roger (13, 33)                               | Cheryshev (16), Parejo (52)                      |
| 26 | 2018–19   | 14 de abril de 2019     | 32 | Valencia      | 3–1       | Levante        | 42.220 | Soler (o.g. 56)                              | Santi Mina (2, 63), Guedes (57)                  |
| 27 | 2019–20   | 7 de dezembro de 2019   | 16 | Levante       | 2–4       | Valencia       | 22.265 | Roger (11, 20)                               | Roger (o.g. 45+3), Gameiro (57, 59), Torres (88) |
| 28 | 2019–20   | 12 de junho de 2020     | 28 | Valencia      | 1–1       | Levante        | 0      | Melero (90+8 pen.)                           | Rodrigo (90)                                     |
| 29 | 2020–21   | 13 de setembro de 2020  | 1  | Valencia      | 4–2       | Levante        | 0      | Morales (1, 36)                              | Gabriel (12), Gómez (39), Vallejo (75, 90+4)     |
| 30 | 2020–21   | 12 de março de 2021     | 27 | Levante       | 1–0       | Valencia       | 0      | Roger (18)                                   |                                                  |
| 31 | 2021–22   | 20 de dezembro de 2021  | 18 | Levante       | 3–4       | Valencia       | 18.851 | Campaña (21), Roger (24), Bardhi (90+1)      | Guedes (44, 85), Soler (50 pen., 72)             |
| 32 | 2021–22   | 30 de abril de 2022     | 34 | Valencia      | 1–1       | Levante        | 35.099 | Duarte (81)                                  | Duro (27)                                        |

1. 1 2 3  Partida jogada com portões fechados devido a Pandemia da COVID-19

### Copa do Rei
| Nº | Temporada | Data                   | R.  | Time mandante | Resultado | Time visitante | Pub.   | Marcadores do Levante | Marcadores do Valencia                                 |
| -- | --------- | ---------------------- | --- | ------------- | --------- | -------------- | ------ | --------------------- | ------------------------------------------------------ |
| 1  | 1984–85   | 7 de novembro de 1984  | R2  | Levante       | 1–4       | Valencia       |        | Claudio (55)          | Subirats (3), Fernando (20, 60), Palonés (80)          |
| 2  | 1984–85   | 28 de novembro de 1984 | R2  | Valencia      | 2–1       | Levante        |        | Bernabéu (51)         | Sixto (2), Fernando (36)                               |
| 3  | 1998–99   | 20 de janeiro de 1999  | R16 | Levante       | 0–3       | Valencia       |        |                       | Rubén Navarro (5, 63), Mendieta (85)                   |
| 4  | 1998–99   | 3 de fevereiro de 1999 | R16 | Valencia      | 1–0       | Levante        |        |                       | Angloma (86)                                           |
| 5  | 2011–12   | 19 de janeiro de 2012  | QF  | Valencia      | 4–1       | Levante        | 39,000 | Koné (36)             | Jonas (24), Soldado (30), Piatti (44), Tino Costa (89) |
| 6  | 2011–12   | 26 de janeiro de 2012  | QF  | Levante       | 0–3       | Valencia       | 12,100 |                       | Aduriz (25), Piatti (29, 85)                           |

### Resumo: confrontos entre Levante e Valencia[4]
| - Máximo de gols do Levante U.D. como mandante: 4-2 (2006/07) - Máximo de gols do Levante U.D. como visitante: 5-3 (1963/64) - Máximo de gols do Valencia C.F. como mandante: 5-3 (1963/64) - Máximo de gols do Valencia C.F. como visitante: 1-5 (2007/08) - Maior diferença de golos do Levante U.D.: 2 (2006/07: 4-2) - Maior diferença de gols do Valencia C.F.: 4 (2007/08: 1-5) - Encontro com mais gols: 8 (Valencia C.F. 5-3 Levante U.D.) 1963/64 - Empate com mais gols: 4 (Valencia C.F. 2-2 Levante U.D.) 2012/13 - N.º de vezes que o Levante U.D. venceu uma como local e como visitante na mesma temporada: 0 - N.º de vezes que o Valencia C.F. venceu uma como local e como visitante na mesma temporada: 0 Em abril de 2017, as equipes femininas de Valencia e Levante enfrentaram-se pela Primeira Divisão Feminina de Espanha no Estádio de Mestalla ante 17.000 espectadores. 1. 2. 3. 4. 5. - Site oficial Valencia C.F. - Site oficial Llevant Ou.E. - Especial derbi os futebolistas que jogaram em valencia e levante (deportevalenciano.com) |